# Melanis abydus
Melanis abydus är en fjärilsart som beskrevs av Hans Ferdinand Emil Julius Stichel 1929. Melanis abydus ingår i släktet Melanis och familjen Riodinidae. Inga underarter finns listade i Catalogue of Life.